# 브레비티 작전
브레비티 작전(Operation Brevity)은 1941년 5월 15일부터 1941년 5월 16일까지 제2차 세계 대전의 서부 사막 전역에서 일어난 군사 작전으로 이집트, 리비아에서 진행되었다.